# Songs for Pierre Chuvin
Songs for Pierre Chuvin — восемнадцатый студийный альбом американской инди-рок группы The Mountain Goats из Клермонта (Калифорния). Он был выпущен 10 апреля 2020 года на лейбле Merge Records. Это первый альбом после 2002 года All Hail West Texas, в котором участвует только фронтмен группы Джон Дарниэль, а также первый с тех пор, записанный полностью на бумбокс. Сначала альбом был выпущен на кассетах и в цифровом формате, а CD и виниловые диски последовали в 2021 году.
Songs for Pierre Chuvin был записан во время пандемии COVID-19, чтобы помочь группе и некоторым членам её команды свести концы с концами вместо отложенного тура по США. Вдохновением для песен, как и для названия альбома, послужила книга французского историка Пьера Чувина (Pierre Chuvin) «Хроника последних язычников» (A Chronicle of the Last Pagans) о падении язычества и подъёме христианства. Дарниэль записывал треки в течение 10 дней в марте 2020 года, выпустив песни «Exegetic Chains», «Until Olympius Returns» и «For the Snakes» на YouTube-канале группы до полного релиза.

## История
Пандемия COVID-19, охватившей мир в тот год, не позволила площадкам давать концерты, а музыкантам — гастролировать. Поэтому планы лидера Mountain Goats Джона Дарниелла собрать свою группу в начале 2020 года, начать работу над новым альбомом, а затем отправиться в концертный тур были сорваны из-за закрытия студий и площадок. Это означало, что зарплата, которую ожидали аккомпаниаторы и команда Дарниэлла, внезапно исчезла. Чтобы хоть как-то занять себя, сидя дома, и чтобы хоть как-то помочь своим коллегам, Дарниэль засел за работу, написал партию песен, а затем записал их дома с помощью стареющего бумбокса Panasonic, который он использовал для первых записей Mountain Goats, сочиняя и записывая по одной песне в день в течение десяти дней. Дарниэль научился использовать студию звукозаписи умными и изощрёнными способами с тех пор, как отказался от кассетного аппарата в 2003 году, когда вышел альбом Tallahassee. Воображение Дарниэля было подстёгнуто книгой французского историка Пьера Чувина о падении язычества и подъёме христианства, и песни на Songs for Pierre Chuvin посвящены эпизодам этой эпохи в истории Франции. Однако использование наручных часов, кадров сгоревшей киноплёнки и тусовок со своей командой в качестве метафор и указателей (не говоря уже о том, что он привлекает внимание к гулу своего магнитофона) говорит о том, что Дарниэль не ставил перед собой цель создать академический документ, полезный для преподавателей.

## Отзывы
| Оценки критиков | Оценки критиков |
| Источник        | Оценка          |
| --------------- | --------------- |
| Pitchfork       | 8.1/10          |
| Exclaim!        | 8/10            |
| AllMusic        | [ 1 ]           |
| Tom Hull        | B+ ()           |

Songs for Pierre Chuvin получил в основном положительные отзывы от современных музыкальных критиков. Интернет-журнал Pitchfork' оценил Songs for Pierre Chuvin в 8,1 балла из 10, назвав альбом «краткой, но вдумчивой коллекцией, отмеченной олдскульным производством». Критик AllMusic Марк Деминг оценил альбом на 3.5 из 5 и отметил, что альбом Songs for Pierre Chuvin это «спонтанное и неожиданное возвращение Дарниэля к своим корням — парню с гитарой и/или клавишными, поющему песни в своей гостиной с максимально простой документацией. Songs for Pierre Chuvin — это напоминание о том, что самая большая радость и очарование Mountain Goats заключаются в его песнях и в том, как просто, но выразительно он их поет. Его музыка, доведённая до самого необходимого, по-прежнему остаётся чем-то особенным и прекрасно передаёт информацию. Songs for Pierre Chuvin — это грубая жемчужина, которая является великолепным возвращением к диким ранним дням Mountain Goats, и для этого потребовалась пандемия. Может быть, это и не такой уж большой плюс, но от этого он не становится менее желанны».

## Список композиций
Слова и музыка всех песен — John Darnielle.
| №                   | Название                               | Длительность |
| ------------------- | -------------------------------------- | ------------ |
| 1.                  | «Aulon Raid»                           | 2:13         |
| 2.                  | «Until Olympius Returns»               | 2:12         |
| 3.                  | «Last Gasp at Calama»                  | 1:58         |
| 4.                  | «For the Snakes»                       | 2:09         |
| 5.                  | «The Wooded Hills Along the Black Sea» | 2:57         |
| 6.                  | «January 31, 438»                      | 2:22         |
| 7.                  | «Hopeful Assassins of Zeno»            | 3:15         |
| 8.                  | «Their Gods Do Not Have Surgeons»      | 3:34         |
| 9.                  | «Going to Lebanon 2»                   | 2:26         |
| 10.                 | «Exegetic Chains»                      | 4:11         |
| Общая длительность: | Общая длительность:                    | 27:17        |

## Чарты
| Чарт (2020)                            | Высшая позиция |
| -------------------------------------- | -------------- |
| Австралия (ARIA)                       | 86             |
| Шотландия (Scottish Albums Chart)      | 13             |
| США (Billboard 200)                    | 152            |
| США (Billboard Top Alternative Albums) | 7              |
| США (Billboard Folk Albums)            | 4              |
| США (Billboard Independent Albums)     | 19             |
| США (Billboard Top Rock Albums)        | 23             |